# Johann II. von Fleckenstein

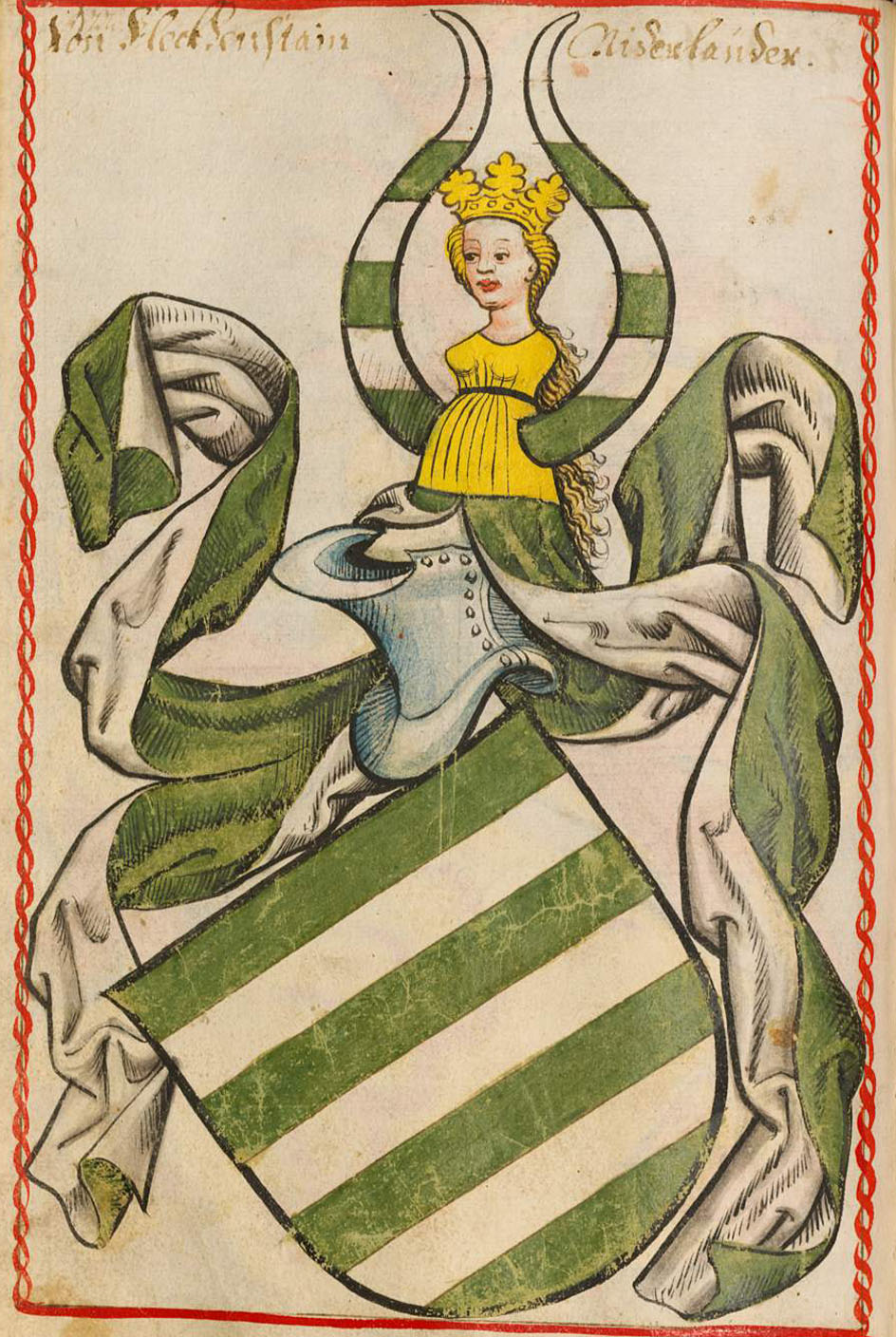
Familienwappen

Johann II. von Fleckenstein (* im 14. Jahrhundert; † 18. Mai 1426 in Ladenburg) war von 1410 bis 1426 Fürstbischof von Worms.

## Herkunft
Er entstammte dem elsässischen Adelsgeschlecht der Herren von Fleckenstein und war der Sohn des Heinrich von Fleckenstein sowie seiner Gattin Katharina von Wasigenstein.

## Leben und Wirken
Johann von Fleckenstein trat in den geistlichen Stand ein und wurde Propst des Cyriakusstifts Neuhausen, sowie an St. Martin und Arbogast in Surburg. Überdies besaß er Kanonikate an den Domstiften Mainz und Worms.  
Als der Wormser Bischof Matthäus von Krakau am 5. März 1410 gestorben war, wurde Johann von Fleckenstein schon am 12. März als Kompromisskandidat zum Nachfolger gewählt. 
Zu dieser Zeit bestand das Abendländische Schisma und es regierten drei konkurrierende Päpste. Fleckenstein war ein strikter Anhänger der römischen Papstobödienz, während der Mainzer Erzbischof dem Pisaner Papst anhing und Johann von Fleckenstein deshalb weder anerkennen noch weihen wollte. Papst Gregor XII. bestätigte Fleckensteins Wahl am 15. Mai 1410 und gestattete ihm, sich die Weihen von einem Bischof seiner Wahl erteilen zu lassen. Der Mainzer Erzbischof Johann von Nassau-Wiesbaden-Idstein wirkte auf die Stadt Worms ein, den neuen Bischof abzulehnen und es kam zu einem Streit, der schließlich 1411, unter Vermittlung des Pfälzer Kurfürsten Ludwig III. beigelegt wurde. Daraufhin huldigten die Wormser dem neuen Oberhirten und er konnte in die Stadt einziehen. 

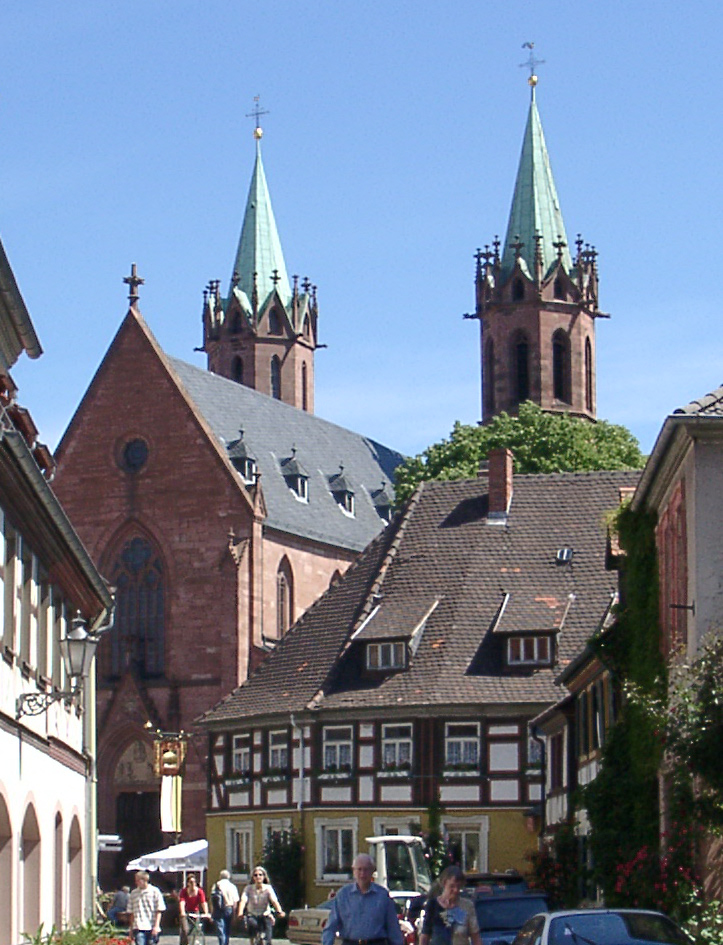
Ladenburg, St.-Gallus. Der südliche Turm (rechts) wurde durch Bischof Johann II. von Fleckenstein erbaut und trägt seine Bauinschrift.

1414 hielt Bischof Fleckenstein eine Diözesansynode, auf der er viele kirchliche Missstände beseitigte und u. a. das Fest Mariä Heimsuchung sowie den Dreifaltigkeitssonntag verbindlich einführte. Hierbei wurden auch Rechte der Wormser Kirche neu beschrieben und festgehalten. Dies führte zu neuen, heftigen Streitigkeiten mit der Stadt Worms, zumal König Sigismund die Positionen des Bischofs unterstützte. Infolge des Streits residierte dieser nunmehr im Stift Neuhausen, 1415 besuchte er im Gefolge des Pfälzer Kurfürsten das Konzil von Konstanz. 1419 beauftragte ihn Papst Martin V. mit der Umwandlung der Benediktinerabtei St. Alban vor Mainz in ein Kollegiatstift. Aus dem Jahr 1423 sind zwei Mahnschreiben an die Stadt Worms erhalten, in denen der Bischof beklagt, dass man Juden das Begräbnis verweigert habe. 1424 kam es zu einer vorübergehenden Versöhnung mit der Stadt, bald jedoch wieder zu heftigen Anfeindungen, worauf Fleckenstein dauerhaft in die Zweitresidenz Ladenburg umzog und im dortigen Bischöflichen Schloss wohnte. Hier starb er 1426 und wurde im Wormser Dom beigesetzt.  
Johann II. von Fleckenstein ließ ab 1412 an der St.-Gallus-Kirche in Ladenburg einen zweiten Turm anbauen, da dies für eine bischöfliche Residenzkirche gebührend sei. Der Südturm trägt seine Erbauerinschrift, der Nordturm wurde später umgebaut und diesem angeglichen. Die markanten Türme sind heute die Wahrzeichen der Stadt und auch in ihr Wappen eingegangen.
1423 erscheint Bischof Fleckenstein auch als kurpfälzischer Rat. Sein Neffe Heinrich von Fleckenstein bekleidete das gleiche Amt und war verheiratet mit einer Nichte des Speyerer Bischofs Raban von Helmstatt.